# On the Silent Wings of Freedom
Az On the Silent Wings of Freedom a Yes egyik dala. Az 1978-as Tormato című albumon hallható, soha nem adták ki kislemezen. A Tormato-koncertturnén gyakran felhangzott, 2002 óta minden turnéján eljátssza az együttes.

## Az albumon
A szám az album utolsó és egyben leghosszabb dala. Bár az albumról sokan gondolják úgy, hogy a Yes egyik leggyengébb lemeze, a számot még azok is kedvelik, akik a teljes Tormatot nem. Az On the Silent Wings of Freedom mutatja a legtöbb közös vonást a többi rajongói kedvenccel, mint például a Close to the Edge és az Awaken.

## Élőben
A Tormato-turnén, a 70-es évek végén szinte minden – ha nem az összes – állomáson felhangzott a dal. Az 1978. szeptember 1-jén készült felvételeken a dal 8 perc 41 másodperc hosszú, az elejét kissé megtoldották. Ezt a rövid időt Anderson jellemzően Squire-t mutatja be, akinek ez az egyik fő szerzeménye a lemezről. A másikat, az Onwardot nem adták elő a turné során.
A Big Generator koncertútján egyszer szerepelt, 1987 november 17-én.
A későbbi alkalmakon többnyire nem mondták be a címét, és gyakran a Whitefishbe "olvasztották".

## Közreműködő zenészek
- Jon Anderson – ének, ritmushangszerek
- Chris Squire – basszusgitár, vokál
- Steve Howe – elektromos és akusztikus gitár, vachalia, vokál
- Rick Wakeman – zongora, orgona, szintetizátor
- Alan White: dob, ritmushangszerek, vokál

## Külső hivatkozások
- Dalszöveg
- YES – On the Silent Wings of Freedom, YouTube
- Koncertfelvétel a YouTube-on (1978, Cleveland)